# Death Race 2
Death Race 2 is een Amerikaanse actiefilm uit 2010, geregisseerd door de Nederlander Roel Reiné. De film is een prequel op Death Race uit 2008 en kwam direct op dvd uit. De hoofdrol wordt vertolkt door Luke Goss. De opnames vonden grotendeels plaats rondom Kaapstad in Zuid-Afrika; onder meer op Robbeneiland.

## Verhaal
Death Race 2 speelt zich af in dezelfde periode en op dezelfde plaats als de originele film maar vertelt hoe Death Race is bedacht en wie Frankenstein, de piloot die in het begin van de eerste film omkomt en wordt vervangen, was.
Vluchtautobestuurder Luke wordt opgepakt na een mislukte bankoverval, waarbij hij een bewaker neergeschoten heeft, en naar de private gevangenis Terminal Island gestuurd. Daar heeft tv-producente September Jones net een nieuw concept geïntroduceerd om meer geld aan de gevangenis te verdienen. Ze laat twee gevangenen met elkaar vechten voor hun leven en zendt dit uit op een betaalzender. Als Luke op een dag een rondje rijdt in een oude Mustang die wordt gerecycleerd krijgt September hem in het oog, wat haar op een nieuw idee brengt: de gevangenen laten racen in gepantserde, met machinegeweren bewapende auto's met een mooie vrouw als navigator. Voor de uiteindelijke winnaar ligt een ultieme prijs in het verschiet, namelijk invrijheidstelling. Ze dwingt Luke deel te nemen en hij krijgt Katrina toegewezen, met wie hij al snel een affaire begint. Intussen heeft zijn vroegere misdaadbaas Markus Kane een miljoen dollar op zijn hoofd gezet omdat hij tegen hem zou kunnen getuigen. Dat motiveert de andere racers nog eens extra om Luke een kopje kleiner te maken. Alleen 14K, een triadeleider, zit niet achter hem aan daar de Chinese triades geen zaken doen met andere bendes. Luke redt 14K's leven, die daardoor bij hem in het krijt staat. Luke verbrandt echter levend als Big bill een raket afvuurt op zijn auto. 14K voelt zich nu verplicht Luke te wreken en laat Kane ombrengen. Ten slotte blijkt Luke het toch overleefd te hebben. September laat hem doodverklaren, oplappen en opnieuw racen met een ijzeren masker dat zijn zwaar verbrande gezicht verbergt.

## Rolverdeling
- Luke Goss als Carl "Luke" Lucas, de protagonist. Hij bestuurt de Ford Mustang.
- Tanit Phoenix als Katrina Banks, Lukes' navigator.
- Lauren Cohan als September Jones, bedenker, producent en presentatrice van het televisieprogramma.
- Fred Koehler als Lists, Lukes' hoogbegaafde teamlid.
- Danny Trejo als Goldberg, Lukes' Joods-Mexicaanse teamlid.
- Ving Rhames als R. H. Wayland, de baas van Weyland International en dus van September Jones.
- Sean Bean als Markus Kane, de crimineel die Luke dood wenst.
- Robin Shou als 14K, de triadeleider. Hij bestuurt een Porsche 911.
- Deobia Oparei als Big Bill, Lukes' grootste rivaal. Hij bestuurt een Dodge Ram.